# Eric Lindroth
Eric Emil Lindroth (Huntington Beach, 12 settembre 1951 – 17 giugno 2019) è stato un pallanuotista statunitense, vincitore di una medaglia di bronzo a Monaco 1972.